# El-Said Badawi
Pour les articles homonymes, voir Badawi.
El-Said Muhammad Badawi (en arabe : السعيد محمد بدوي ; né le 5 juillet 1929 et mort le 16 mars 2016) est un linguiste égyptien, auteur d’ouvrages traitant de plusieurs aspects de la langue arabe : l’apprentissage de l’arabe comme langue étrangère, l’arabe égyptien, ou l’arabe coranique.